# Circonscription électorale de Grenade
Ne doit pas être confondu avec Circonscription autonomique de Grenade.
La circonscription électorale de Grenade est l'une des cinquante-deux circonscriptions électorales espagnoles utilisées comme divisions électorales pour les élections générales espagnoles.
Elle correspond géographiquement à la province de Grenade.

## Historique
Elle est instaurée en 1977 par la loi pour la réforme politique puis confirmée avec la promulgation de la Constitution espagnole qui précise à l'article 68 alinéa 2 que chaque province constitue une circonscription électorale.

## Congrès des députés

### Synthèse
|             |       | 1977 | 1979 | 1982 | 1986 | 1989 | 1993 | 1996 | 2000 | 2004 | 2008 | 2011 | 2015 | 2016 | 04/19 | 11/19 | 2023 |
| ----------- | ----- | ---- | ---- | ---- | ---- | ---- | ---- | ---- | ---- | ---- | ---- | ---- | ---- | ---- | ----- | ----- | ---- |
| UCD         |       | 4    | 3    |      |      |      |      |      |      |      |      |      |      |      |       |       |      |
| PCE         |       |      | 1    |      |      |      |      |      |      |      |      |      |      |      |       |       |      |
| AP & alliés |       |      |      | 2    | 2    |      |      |      |      |      |      |      |      |      |       |       |      |
| IU          |       |      |      |      |      | 1    |      | 1    |      |      |      |      |      |      |       |       |      |
| PSOE        |       | 3    | 3    | 5    | 5    | 4    | 4    | 3    | 4    | 4    | 4    | 3    | 2    | 2    | 3     | 3     | 2    |
| PP          |       |      |      |      |      | 2    | 3    | 3    | 3    | 3    | 3    | 4    | 3    | 3    | 1     | 2     | 3    |
| Podemos     |       |      |      |      |      |      |      |      |      |      |      |      | 1    | 1    | 1     | 1     |      |
| Cs          |       |      |      |      |      |      |      |      |      |      |      |      | 1    | 1    | 1     |       |      |
| Vox         |       |      |      |      |      |      |      |      |      |      |      |      |      |      | 1     | 1     | 1    |
| Sumar       |       |      |      |      |      |      |      |      |      |      |      |      |      |      |       |       | 1    |
|             |       |      |      |      |      |      |      |      |      |      |      |      |      |      |       |       |      |
| Total       | Total | 7    | 7    | 7    | 7    | 7    | 7    | 7    | 7    | 7    | 7    | 7    | 7    | 7    | 7     | 7     | 7    |

### 1977
| Parti | Parti | Députés                                                                                                  |
| ----- | ----- | --- |
| UCD   |       | Joaquín García-Romanillos Valverde, Federico Mayor Zaragoza, Arturo Moya Moreno, Mercedes Moll de Miguel |
| PSOE  |       | Manuel Fernández-Montesinos García, María Izquierdo Rojo, Daniel Maldonado López                         |

- Federico Mayor Zaragoza est remplacé en juin 1978 par Julio de Castro Hitos.

### 1979
| Parti | Parti | Députés                                                                        |
| ----- | ----- | ------------------------------------------------------------------------------ |
| PSOE  |       | Ángel Díaz Sol, María Izquierdo Rojo, José Vida Soria                          |
| UCD   |       | Joaquín García-Romanillos Valverde, Antonio Jiménez Blanco, Arturo Moya Moreno |
| PCE   |       | Jaime Ballesteros Pulido                                                       |

- Antonio Jiménez Blanco est remplacé en octobre 1980 par Julio de Castro Hitos.
- José Vida Soria est remplacé en mars 1981 par Juan Cuenca Doblado.

### 1982
| Parti  | Parti | Députés |
| ------ | ----- | --- |
| PSOE   |       | Pedro Cerezo Galán, Ángel Díaz Sol, Antonio García Olid, Enrique Gozalbes Cravioto, Francisco Javier Valls García |
| AP-PDP |       | José Torres Hurtado, Guillermo Kirkpátric Mendaro                                                                 |

### 1986
| Parti | Parti | Députés |
| ----- | ----- | --- |
| PSOE  |       | Ángel Díaz Sol, Mariano Gutiérrez Terrón, Diego Hurtado Gallardo, María Izquierdo Rojo, Francisco Javier Valls García |
| CP    |       | José Gabriel Díaz Berbel, Andrés Ollero Tassara                                                                       |

- María Izquierdo Rojo est remplacée en juillet 1989 par Francisco Serrano Hijano.

### 1989
| Parti | Parti | Députés                                                                                     |
| ----- | ----- | ------------------------------------------------------------------------------------------- |
| PSOE  |       | Ángel Díaz Sol, Francisca Pleguezuelos Aguilar, Antonio Jara, Francisco Javier Valls García |
| PP    |       | José Gabriel Díaz Berbel, Andrés Ollero Tassara                                             |
| IU    |       | Baltasar Garzón Garzón                                                                      |

- Antonio Jara est remplacé en février 1992 par María Isabel Rodríguez Calvo.

### 1993
| Parti | Parti | Députés                                                                                              |
| ----- | ----- | --- |
| PSOE  |       | Ángel Díaz Sol, Rafael Estrella Pedrola, María Isabel Rodríguez Calvo, Francisco Javier Valls García |
| PP    |       | José Gabriel Díaz Berbel, Blanca Fernández-Capel Baños, Andrés Ollero Tassara                        |

- José Gabriel Díaz Berbel est remplacé en juin 1995 par Eugenio Enrique Castillo Jaén.

### 1996
| Parti | Parti | Députés                                                                            |
| ----- | ----- | ---------------------------------------------------------------------------------- |
| PSOE  |       | Ángel Díaz Sol, Rafael Estrella Pedrola, José Enrique Moratalla Molina             |
| PP    |       | Eugenio Enrique Castillo Jaén, Blanca Fernández-Capel Baños, Andrés Ollero Tassara |
| IU    |       | Pedro Vaquero del Pozo                                                             |

- José Enrique Moratalla Molina est remplacé en novembre 1999 par Jesús Romero Fernández.

### 2000
| Parti | Parti | Députés                                                                                                 |
| ----- | ----- | --- |
| PSOE  |       | Rafael Estrella Pedrola, Luis González Vigil, María José López González, Francisca Pleguezuelos Aguilar |
| PP    |       | Eugenio Enrique Castillo Jaén, Blanca Fernández-Capel Baños, Andrés Ollero Tassara                      |

- Andrés Ollero Tassara est remplacé en octobre 2003 par María del Carmen Nestares García-Trevijano.

### 2004
| Parti | Parti | Députés                                                                                       |
| ----- | ----- | --------------------------------------------------------------------------------------------- |
| PSOE  |       | María Escudero Sánchez, Rafael Estrella Pedrola, María José Sánchez Rubio, Javier Torres Vela |
| PP    |       | Pilar del Castillo, Blanca Fernández-Capel Baños, Juan Santaella Vela                         |

- Pilar del Castillo (PP) est remplacée en juillet 2004 par José Luis del Ojo Torres.
- Rafael Estrella (PSOE) est remplacé en décembre 2006 par José Antonio Pérez Tapias.

### 2008
| Parti | Parti | Députés                                                                                          |
| ----- | ----- | ------------------------------------------------------------------------------------------------ |
| PSOE  |       | Cándida Martínez López, Manuel Pezzi Cereto, María José Sánchez Rubio, José Antonio Pérez Tapias |
| PP    |       | Concepción de Santa Ana, Blanca Fernández-Capel Baños, Juan de Dios Martínez Soriano             |

- María José Sánchez Rubio (PSOE) est remplacée en avril 2010 par Higinio Almagro Castro.

### 2011
| Parti | Parti | Députés                                                                                              |
| ----- | ----- | --- |
| PP    |       | Concepción de Santa Ana, Pablo García Pérez, Eugenio Nasarre Goicoechea, José Miguel Castillo Calvín |
| PSOE  |       | José Martínez Olmos, Elvira Ramón Utrabo, Manuel Pezzi Cereto                                        |

### 2015
| Parti   | Parti | Députés                                                            |
| ------- | ----- | ------------------------------------------------------------------ |
| PSOE    |       | Elvira Ramón Utrabo, Gregorio Cámara Villar                        |
| PP      |       | Carlos Rojas García, Santiago Pérez López, Concepción de Santa Ana |
| Podemos |       | Ana Belén Terrón Berbel                                            |
| CS      |       | Luis Miguel Salvador García                                        |

### 2016
| Parti | Parti | Députés                                                            |
| ----- | ----- | ------------------------------------------------------------------ |
| PSOE  |       | Elvira Ramón Utrabo, Gregorio Cámara Villar                        |
| PP    |       | Carlos Rojas García, Santiago Pérez López, Concepción de Santa Ana |
| UP    |       | Ana Belén Terrón Berbel                                            |
| CS    |       | Luis Miguel Salvador García                                        |

### Avril 2019
| Parti | Parti | Députés                                                                         |
| ----- | ----- | ------------------------------------------------------------------------------- |
| PSOE  |       | José Antonio Montilla Martos, Elvira Ramón Utrabo, José Antonio Rodríguez Salas |
| PP    |       | Carlos Rojas García                                                             |
| Cs    |       | Francisco Javier Hervías Chirosa                                                |
| Vox   |       | Macarena Olona Choclán                                                          |
| UP    |       | Pedro Antonio Honrubia Hurtado                                                  |

### Novembre 2019
| Parti | Parti | Députés                                                                         |
| ----- | ----- | ------------------------------------------------------------------------------- |
| PSOE  |       | José Antonio Montilla Martos, Elvira Ramón Utrabo, José Antonio Rodríguez Salas |
| PP    |       | Carlos Rojas García, Pablo Hispán Iglesias de Ussel                             |
| Vox   |       | Macarena Olona Choclán                                                          |
| UP    |       | Pedro Antonio Honrubia Hurtado                                                  |

- José Antonio Montilla (PSOE) est remplacé en février 2020 par María Inmaculada Oria López.
- Macarena Olona (Vox) est remplacée en juillet 2022 par Onofre Miralles Martín.

### 2023
| Parti | Parti | Députés                                                                           |
| ----- | ----- | --------------------------------------------------------------------------------- |
| PP    |       | Carlos Rojas García, María Lourdes Ramírez Martín, Pablo Hispán Iglesias de Ussel |
| PSOE  |       | Carmen Calvo, José Antonio Rodríguez Salas                                        |
| Vox   |       | Jacobo González-Robatto                                                           |
| Sumar |       | María Martina Velarde Gómez                                                       |

- Carmen Calvo (PSOE) est remplacée le 20 février 2024 par Olvido de la Rosa Baena.

## Sénat

### Synthèse
|             |       | 1977 | 1979 | 1982 | 1986 | 1989 | 1993 | 1996 | 2000 | 2004 | 2008 | 2011 | 2015 | 2016 | 04/19 | 11/19 | 2023 |
| ----------- | ----- | ---- | ---- | ---- | ---- | ---- | ---- | ---- | ---- | ---- | ---- | ---- | ---- | ---- | ----- | ----- | ---- |
| Sans        |       | 2    |      |      |      |      |      |      |      |      |      |      |      |      |       |       |      |
| UCD         |       | 1    | 2    |      |      |      |      |      |      |      |      |      |      |      |       |       |      |
| AP & alliés |       |      |      | 1    | 1    |      |      |      |      |      |      |      |      |      |       |       |      |
| PSOE        |       | 1    | 2    | 3    | 3    | 3    | 3    | 3    | 3    | 3    | 3    | 1    | 2    | 1    | 3     | 3     | 1    |
| PP          |       |      |      |      |      | 1    | 1    | 1    | 1    | 1    | 1    | 3    | 2    | 3    | 1     | 1     | 3    |
|             |       |      |      |      |      |      |      |      |      |      |      |      |      |      |       |       |      |
| Total       | Total | 4    | 4    | 4    | 4    | 4    | 4    | 4    | 4    | 4    | 4    | 4    | 4    | 4    | 4     | 4     | 4    |

### 1977
| Parti | Parti | Sénateurs                                    |
| ----- | ----- | -------------------------------------------- |
| SE    |       | Nicolás de Benito Cebrián, Juan López Martos |
| PSOE  |       | José Vida Soria                              |
| UCD   |       | Antonio Jiménez Blanco                       |

### 1979
| Parti | Parti | Sénateurs                                              |
| ----- | ----- | ------------------------------------------------------ |
| PSOE  |       | Rafael Estrella Pedrola, José García Ladrón de Guevara |
| UCD   |       | Antonio Iglesias Casado, Pedro Montañés Escobar        |

### 1982
| Parti  | Parti | Sénateurs                                                                   |
| ------ | ----- | --------------------------------------------------------------------------- |
| PSOE   |       | Juan Cuenca Doblado, Rafael Estrella Pedrola, José García Ladrón de Guevara |
| AP-PDP |       | José Gabriel Díaz Berbel                                                    |

### 1986
| Parti | Parti | Sénateurs                                                                   |
| ----- | ----- | --------------------------------------------------------------------------- |
| PSOE  |       | Juan Cuenca Doblado, Rafael Estrella Pedrola, José García Ladrón de Guevara |
| CP    |       | José Torres Hurtado                                                         |

### 1989
| Parti | Parti | Sénateurs                                                            |
| ----- | ----- | -------------------------------------------------------------------- |
| PSOE  |       | Juan Cuenca Doblado, Rafael Estrella Pedrola, Diego Hurtado Gallardo |
| PP    |       | Alberto Fernando martínez Martínez                                   |

### 1993
| Parti | Parti | Sénateurs                                                                   |
| ----- | ----- | --------------------------------------------------------------------------- |
| PSOE  |       | Juan Cuenca Doblado, Francisca Pleguezuelos Aguilar, Diego Hurtado Gallardo |
| PP    |       | Juan de Dos Martínez Soriano                                                |

- Juan Cuenca Doblado est remplacé en septembre 1995 par Manuel de la Plata Rodríguez.
- Diego Hurtado Gallardo est remplacé en juillet 1995 par Melchor García Aranda.

### 1996
| Parti | Parti | Sénateurs                                                                                    |
| ----- | ----- | -------------------------------------------------------------------------------------------- |
| PSOE  |       | Enrique Serafín Cobo Fernández, Manuel de la Plata Rodríguez, Francisca Pleguezuelos Aguilar |
| PP    |       | José Gabriel Díaz Berbel                                                                     |

### 2000
| Parti | Parti | Sénateurs                                                              |
| ----- | ----- | ---------------------------------------------------------------------- |
| PSOE  |       | Francisco Álvarez de la Chica, Antonia Aránega Jiménez, Ángel Díaz Sol |
| PP    |       | José Gabriel Díaz Berbel                                               |

### 2004
| Parti | Parti | Sénateurs                                                                 |
| ----- | ----- | ------------------------------------------------------------------------- |
| PSOE  |       | Antonia Aránega Jiménez, Manuel Pezzi Cereto, Luis Miguel Salvador García |
| PP    |       | Eugenio Enrique Castillo Jaén                                             |

### 2008
| Parti | Parti | Sénateurs                                                                         |
| ----- | ----- | --------------------------------------------------------------------------------- |
| PSOE  |       | María Escudero Sánchez, Juan Manuel Fernández Ortega, Luis Miguel Salvador García |
| PP    |       | Sebastián Jesús Pérez Ortiz                                                       |

### 2011
| Parti | Parti | Sénateurs                                                                   |
| ----- | ----- | --------------------------------------------------------------------------- |
| PP    |       | Sebastián Jesús Pérez Ortiz, Antonio Ayllón Moreno, María José Martín Gómez |
| PSOE  |       | Juan Manuel Fernández Ortega                                                |

### 2015
| Parti | Parti | Sénateurs                                             |
| ----- | ----- | ----------------------------------------------------- |
| PP    |       | Sebastián Jesús Pérez Ortiz, María Rocío Díaz Jiménez |
| PSOE  |       | José Martínez Olmos, Ana María Gámez Tapias           |

### 2016
| Parti | Parti | Sénateurs                                                                |
| ----- | ----- | ------------------------------------------------------------------------ |
| PP    |       | Sebastián Jesús Pérez Ortiz, Luis González Ruiz, María José Martín Gómez |
| PSOE  |       | José Martínez Olmos                                                      |

- María José Martín Gómez (PP) est remplacée en février 2019 par María del Carmen Alcalá González après renonciation de Luis Carrasco Robles.

### Avril 2019
| Parti | Parti | Sénateurs                                                                                  |
| ----- | ----- | ------------------------------------------------------------------------------------------ |
| PSOE  |       | Alejandro José Zubeldia Santoyo, María Sandra García Martín, Francisco Javier Aragón Ariza |
| PP    |       | Vicente Azpitarte Pérez                                                                    |

### Novembre 2019
| Parti | Parti | Sénateurs                                                                                  |
| ----- | ----- | ------------------------------------------------------------------------------------------ |
| PSOE  |       | Alejandro José Zubeldia Santoyo, María Sandra García Martín, Francisco Javier Aragón Ariza |
| PP    |       | José Antonio Robles Rodríguez                                                              |

- Sandra García (PSOE) est remplacée en février 2020 par Abelardo Vico Ruiz.

### 2023
| Parti | Parti | Sénateurs                                                                          |
| ----- | ----- | ---------------------------------------------------------------------------------- |
| PP    |       | Vicente Azpitarte Pérez, Francisco Joaquín Camacho Borrego, María Eva Martín Pérez |
| PSOE  |       | José Entrena Ávila                                                                 |